# Perrottetia
Perrottetia é um género de plantas com flores na família Dipentodontaceae descrito como uma família em 1824. Espécies habitam na China, Sudeste Asiático, Papuasia, Havaí, Austrália e América Latina. É o maior género da ordem Huerteales recentemente descrita.

## Taxonomia
Este género foi previamente colocado na família de ciliares, Celastraceae, mas evidências moleculares mostraram que ele não é relacionado e foi melhor posicionado com Dipentodon em uma família separada de Dipentodontaceae.

## Espécies e subespécies
- Perrottetia alpestris (Blume) Loes. - Sudeste Asiático insular, Papuasia, Queensland
  - subsp. moluccana (Blume) Ding Hou
  - subsp. philippinensis (S.Vidal) Ding Hou
- Perrottetia arisanensis Hayata - Yunnan, Taiwan
- Perrottetia caliensis Cuatrec. - Colômbia
- Perrottetia calva Cuatrec. - Colômbia
- Perrottetia colorata R.Sánchez & Fern. Alonso - Colômbia
- Perrottetia distichophylla Cuatrec. - Colômbia
- Perrottetia excelsa Lundell - Panamá
- Perrottetia gentryi Lundell - Colômbia, Peru, Bolívia
- Perrottetia guacharana R.Sánchez & Fern. Alonso - Colômbia
- Perrottetia lanceolata H.Karst. - Venezuela
- Perrottetia longistylis Rose - Sul do México, América Central
- Perrottetia maxima Cuatrec. - Colômbia
- Perrottetia multiflora Lundell - da Costa Rica ao Peru
- Perrottetia ovata Hemsl. - Centro e Sul do México
- Perrottetia quinduensis Kunth - Venezuela, Colômbia, Equador, Bolívia
- Perrottetia racemosa (Oliv. ) Loes.[6] - Sul da China
- Perrottetia sandwicensis A.Gray - Olomea[7] ou Waimea[8] - Havaí
- Perrottetia sessiliflora Lundell - Chiapas, Costa Rica, Panamá, Colômbia, Equador, Peru
- Perrottetia simplicissima R.Sánchez & Fern. Alonso - Colômbia